# Borg (Star Trek)
Els borgs són una pseudo-espècie de l'univers fictici de Star Trek. A part de ser els enemics de la pel·lícula First Contact també tenen un paper important com a antagonistes a La nova generació i a Voyager.
Els borgs són ciborgs humanoides millorats en molts sentits, organitzats a través d'una ment col·lectiva; les seves decisions es prenen des del cub (nau estel·lar dels borgs) que està lligat pel subespai als altres cubs. Habiten en una vasta regió de més de 9000 anys llum del quadrant Delta del qual són originaris. Operen exclusivament amb l'objectiu d'aconseguir nova tecnologia i drons (cadascun dels individus borgs) per així aconseguir la perfecció. Aquest objectiu el realitzen a través de la força, motiu pel qual pràcticament sempre actuen amb la sistemàtica d'entrar dient: Som els borgs, la vida tal com la coneixeu s'ha acabat, afegirem les vostres característiques biològiques i tecnològiques a les nostres, resistir-se és inútil, i seguidament atacar.
Els borgs apareixen per primera vegada a mans d'en Q durant la segona temporada de La nova generació, aleshores i durant un temps pràcticament no es va donar informació sobre ells i se'ls presentava com a uns éssers sense ús de raó, sentiments o emocions, i amb l'únic objectiu d'assimilar-ho tot.
Tenen un ràpida capacitat per adaptar-se a qualsevol atac; per lluitar contra els borgs s'han d'anar canviant la freqüència dels phaser (pistolers làsers), ja que es tronen immunes al segon o tercer tret (depenent del temps que passi entre els trets). Per aquest seguit de motius, els borgs són una de les principals amenaces de la Federació Unida de Planetes i de tota la galàxia en general. Anys més tard, van aparèixer els conceptes de la Reina borg i el control central que representa tot el col·lectiu.
Degut al gran nombre d'espècies que han assimilat, els borgs són unes de les espècies amb una tecnologia més avançada de l'univers conegut, gràcies a això poden fer front a pràcticament totes les espècies que es troben: fins al moment, només l'espècie 8472 ha mostrat ser capaç de vèncer els borgs sense gaires dificultats.

## Concepte
En un comentari de text de l'edició per a col·leccionistes de la pel·lícula First Contact, Michael Okuda revelà que la idea dels borgs es va començar a desenvolupar a l'episodi Conspiració, on apareix una forma de vida simbiòtica que es fa passar per part del personal clau de la Federació. La idea d'una espècie ciborg es va agafar amb força dins l'equip i finalment els van fer aparèixer a mitjans de la segona temporada.
Els borgs van néixer de la necessitat d'un antagonista regular a La nova generació. A la sèrie original els antagonistes principals eren els klingons (ara aliats) i els romulans, que estaven absents. Degut aquesta falta d'antagonistes, aparegueren els ferengi, no obstant la seva aparença còmica i la seva obsessió malaltissa per obtenir riqueses resultaven poc convincents com uns enemics reals de la Federació. Posteriorment va ser reassignats com a personatges còmics que apareixien de tant en tant per fer la murga. Els borgs, en canvi, amb el seu aspecte amenaçador, una tecnologia molt més desenvolupada i amb l'únic objectiu d'atacar a les altres espècies per poder perfeccionar-se, van acabar essent els enemics ideals per a La nova generació i Voyager.

## Característiques

### Disseny general
Tot i tenir certes diferències entre ells, els borgs tenen bastants trets en comú. Tret d'alguns casos comptats (La Reina i en Locutus), tenen un ull de l'hoste original mentre que l'altre és un implant ocular que els permet veure més enllà de l'espectre visual humà, normalment aquest ull artificial està acompanyat d'un làser vermell. Un dels dos braços és substituït per una eina multifuncional amb una gran capacitat per interaccionar amb la tecnologia alienígena. Són calbs i la seva pell és llisa i molt blanca, aquest seguit de trets i la seva forma de moures els dona una aparença similars a la d'un zombie.
Gràcies a les seves millores cibernètiques, els borgs tenen una força física superdesenvolupada (en certs graus, depenen de l'espècie que fossin originalment). Els drons borg es poden adaptar al foc dels phaser, sent completament immunes al seu efecte tan atordidor com per matar. Les naus, compten amb el mateix sistema de defensa. En diversos capítols, es pot veure que gràcies a la unió que tenen entre ells pel subespai quan un dron és afectat per l'atac d'un phaser els altres ràpidament troben el sistema per adaptar-se i fer-se immunes, aquest procés d'adaptació es dona amb pocs segons. L'única manera de poder combatre els borgs és modificar el phaser perquè cada tret sigui amb una freqüència diferent. Les armes de foc també són efectives.
En comptades ocasions s'ha vist un borg parlant i sempre ha estat perquè la necessitat realment ho requeria. En el seu lloc se sent parlar tot el col·lectiu en una veu en off on pràcticament sempre és una frase amenaçadora que al final diu la resistència és inútil o resistir-se és inútil.

### Assimilació
L'assimilació és el procés a través del qual els borgs introdueixen nous membres dins del seu col·lectiu. Seràs/Sereu assimilats és una de les poques frases que diuen els borgs per comunicar-se amb altres espècies. Al llarg de la seva història, han assimilat milers d'espècies i bilions de formes de vida per bona part de la galàxia, l'espècie 8472 i l'espècie 116, són unes de les poques espècies que han demostrat ser immunes a l'assimilació borg, altres com els denobulans, tenen un sistema immunitari tal que enredereix l'assimilació, en ells, aquest procés pot durar hores quan en un ésser humà és de pocs minuts o fins i tot segons.

Jean-Luc Picard és Locutus després de ser assimilat.

En un principi, se'ls va presentar amb un interès més gran per l'assimilació de la tecnologia que no pas pel de les persones. El fet que la primera vegada que apareixen trobin que dins la nau hi ha nadons dins d'incubadores amb pocs implants tecnològics dona a entendre que es reprodueixen, posteriorment aquesta idea s'abandona i es mostren que només ho fan a través de l'assimilació.
En la seva segona aparició, El millor dels dos mons, els borgs capturen a Jean-Luc Picard i el connecten al col·lectiu, creant així el personatge de Locutus. Locutus, és el primer borg del qual es té dades que posseïx de nom propi (dins del col·lectiu, els drons estan anomenats segons la seva feina dins del cub, aquest són un nombre d'un nombre i la funció que realitza) i que parla. Després d'aquests succés es dona a entendre que no només estan interessats en la tecnologia sinó que a més a més tenen com a objectiu l'assimilació de totes les espècies intel·ligents i que els apropa a la perfecció, hi ha espècies com els kazons, els quals els troben inferiors i no els assimilen, ja que això els allunyaria del seu objectiu.
El mètode d'assimilació de les formes de vida individuals cap al col·lectiu s'ha representat de diferents maneres al llarg de les sèries. En el primer capítol on apareixen es mostra que hi ha nadons entre els borgs, els quals són incubats amb un procés de creixement accelerat i reben implants quirúrgics que van directament al cervell, així com un dispositiu ocular, armadures i altres pròtesis. Des de la pel·lícula First Contact, el mètode d'assimilació es representa amb la injecció de nanosondes que a través torrent sanguini s'escampen per a tot el cos i transformen l'individu en qüestió en un borg, posteriorment després de ser portar a la seva nau els altres drons injecten els implants mecànics per a acabar el procés. Exceptuant el cas d'en Locutus, l'implant ocular i el braç mecànic s'implanten després d'extirpar la part biològica natural.
Les nanosondes són màquines microscòpiques que habiten dins dels cossos dels borgs, es troben en el torrent sanguini i als implants cibernètics. Aquestes sonden tenen la funció de mantenir els sistemes cibernètics així com la regeneració de les part orgàniques, generen les noves tecnologies dins d'un borg i els protegeix contra una gran varietat d'agents patògens. També són les encarregades d'unir els borgs en una sola consciència a través del subespai. La mida de les nanosondes és similar a la dels glòbuls vermells. Les nanosondes reescriuen en una primera instància l'ADN de les cèl·lules, alterant la bioquímica de la víctima, seguidament canvien les estructures més complicades del cos així com les vies sinàptiques, substituint-les per nodes d'emmagatzematge de dades, finalment, apareixen dispositius proteics que sobresurten de la pell. Aquesta tecnologia de nanosondes l'aconsegueixen després d'assimilar l'espècie 149.
Tot i que les nanosondes estan pensada en un principi per controlar i mantenir unit el col·lectiu, gràcies al seu poder regeneratiu en diversos casos s'han pogut utilitzar com ajuda mèdica. Les nanosondes han pogut fer ressuscitar un dron 71 hores després de la seva mort, en un ésser de fora el col·lecctiu, en Neelix se'l va poder tornar a la vida 18 hores, 49 minuts i 13 segons després de la mort, un temps record mai vist abans per la Federació.
Val a dir que els borgs no assimilen tot humanoide que es troben, normalment, només assimilen en massa quan es troben una nau o un planeta, i ho fan perquè per motius x requereixen nous drons. De fet una persona es pot telatransportar dins d'una nau borg i passejar-se entre ells sense que li facin el més mínim cas, mentre no provoqui desperfectes a la nau o a un dron es comportaran com si no els veiessin, això és per què no consideren els individus com una amenaça.

### Enumeració de les espècies
A diferència de les altres espècies, els borgs no designen noms per referir-se a les altres espècies sinó un número, tot i que mai s'ha dit explícitament que sigui així, es dona a entendre que aquesta enumeració va acord amb l'ordre amb la qual han tingut el primer contacte, això es dedueix pel fet que les espècies del quadrant Delta (origen dels borgs) tenen un nombre més baix i els del quadrant Alfa un de més alt, exceptuant els ferengi. Han tingut contacte amb més de 10000 espècies.
Algunes de les espècies enumerades pels borgs:
- Espècie 180: Ferengis[16]
- Espècie 218: Talaxians[14]
- Espècie 329: Kazons[14]
- Espècie 521: Shivolians[15]
- Espècie 689: Norcadians[17]
- Espècie 2461: Brunali[18]
- Espècie 3259: Vulcanians[19]
- Espècie 4228: Hazari[20]
- Espècie 5618: Humans[2]
- Espècie 6281: Yridians[21]
- Espècie 6961: Ktarians[2]
- Espècie 8472: Espècie 8472[5]

## El col·lectiu
El col·lectiu borg, també anomenat consciència col·lectiva, és el terme que s'utilitza per descriure la consciència en grup que comparteix tota la seva civilització. Cada individu borg, o dron, està vinculat al col·lectiu a través d'una complexa xarxa subespacial que garanteix que cada membre faci la seva feina el més eficaç i ràpidament possible, en no haver ments individuals i ser controlats com a marionetes, amb l'ajuda dels implants cibernètics, els drons són molt més eficaços treballant que en les seves respectives societats abans de formar part del col·lectiu. El col·lectiu emet a través d'un domini subespacial similar al que fa servir per al teletransport. Aquesta energia mental fa que quan un dron és ferit els altres ho sàpiguen al moment i l'ajudin, a més, gràcies a l'impacte que ha rebut, els altres reben instantàniament la freqüència d'ona amb la qual ha estat atac, d'aquesta manera poden modular els escuts i fer-se immunes a un posterior atac d'aquella arma. Aquest procés d'adaptació realment ràpid que tenen, en part gràcies al col·lectiu, és un dels motius principals pels quals els borgs són tan temuts.

## Tecnologia
Atès que els borgs han assimilat la tecnologia de milers d'espècies i que a més a més la tenen incorporada en el mateix cos, són una de les espècies amb la tecnologia més avançada vista fins al moment. Val a dir que davant una espècie amb una tecnologia subdesenvolupada la ignoren o simplement la destrueixen, ja que assimilar una espècie inferior els allunya del seu objectiu: la perfecció.
Entre la tecnologia borg es destaca el següent:
- Alcoba: Port situat en les naus borg des d'on les naus teledirigides individuals poden adherir-s'hi. Aquestes terminals tenen una àmplia varietat de funcions, com ara servir d'enllaç directe al col·lectiu, l'absorció de l'energia, la regeneració dels elements danyats i l'accés a la informació de la base de dades.[22][9]
- Alfanumèrica borg: Ve a ser com el disc dur dels borgs. Tota la informació del col·lectiu es transmet i s'emmagatzema a l'alfanumèrica borg.[23]
- Cambra de maduració: Càmera biomèdica utilitzada per a la ràpida maduració dels infants. Els nadons es col·loquen en aquestes càmeres durant 17 cicles de maduració. Els borgs no procreen de la mateixa manera que les altres espècies, posen els nens en aquestes càmeres o assimilen persones ja adultes. La càmera de maduració és capaç de generar un dron adult en qüestió d'hores a partir d'una sola cadena d'ADN.[6][24]
- Data-Link: Component utilitzat en la vigilància i l'emmagatzematge d'informació sobre les naus individuals.[19]
- Designador de la interfase del circuit: Petit circuit situat a l'exterior dels drons. Aquest circuit conté informació sobre la designació numèrica de les naus, així com la informació que van acumulant per part del col·lectiu. L'eliminació d'aquest circuit activa un programa d'autodestrucció que elimina per complet el dron en qüestió.[6]
- Disruptor: Arma d'energia implantada al cos dels drons, el seu poder destructiu és molt més gran que el dels phasers.[25]
- Distribució de node: Part de la tecnologia del sistema de distribució d'informació sobre les naus borg.[12]
- Dron: Cada un dels individus que formen part del col·lectiu. Els drons són ciborgs humanoides «millorats» amb habilitats tals com un major espectre de visió, més força, memòria fotogràfica, capacitat d'interaccionar amb ordinadors, poden sobreviure a l'espai, major regeneració cel·lular, immunitat sobre un gran nombre de malalties… això no obstant, en formar part del col·lectiu perden la seva facultat com a ésser, la seva consciència i passen a actuar com a màquines encara que sigui contra la seva voluntat. A la pràctica és com si estiguessin morts.[1]
- Escut personal: Escut d'energia que cobreix tot el borg contra les armes d'energia. Aquests escuts no poden repel·lir els primers atacs d'una arma nova, però s'adapten a les noves freqüències amb gran velocitat un cop rebut l'atac.[13][1]
- Exoesquelet limb: Protecció cibernètica implantada a part del braç i la mà. Aquests exoesquelets poden protegir a una nau no tripulada dels xocs amb el contacte directe dels camps d'energia d'almenys cinc milions de gigawatts.[23]
- Feix tractor: Feix d'energia utilitzat per apoderar-se d'una altra nau. El feix tractor borg també té la capacitat drenar d'energia dels escuts de protecció d'una altra nau.[6][12]
- Fibres de microcircuits: Realitzen part dels canvis biològics interns fets a un ser durant el procés d'assimilació. Aquestes fibres alteren l'ADN i fan impossible desconnectar els implants dels drons.[12]
- Injecció de túbuls: Són dues extensions retràctils implantades en la mà dels drons. Aquest túbuls són capaços de penetrar qualsevol aliatge conegut o camp d'energia. S'utilitzen per injectar les nanosondes que inicien el procés d'assimilació. També s'utilitzen per penetrar i prendre el control dels sistemes informàtics.[5]
- Interfície de control: Com moltes espècies de la galàxia, els borgs utilitzen un sistema d'interfície de control tàctil en relació amb el seu vincle neural pel col·lectiu. Aquests panells de control permeten que una nau no tripulada pugui funcionar a control remot des de la nau central. Una interfase de control en general permet la visualització de la informació i mostra els resultats d'una seqüència de comandaments introduïts.[1]
- Mina neutrònica multikinètica: Arma de destrucció massiva. Aquestes mines són similars a la tecnologia quàntica de torpedes, no obstant això, són molt més destructives. La mina té un rendiment mitjà de cinc milions d'isotons.[5]
- Motor de curvatura: Els borgs tenen el motor de curvatura més sofisticat conegut fins al moment, són molt més ràpids que les naus de la Federació, ja que poden anar a un factor de curvatura superior de 9,99 durant un temps indefinit.[12]
- Motor de transcurvatura: És el mitjà de transport més ràpid que tenen els borgs. Aquesta tecnologia crea túnels artificials a través de l'espai molt similars als forats de cuc, i la seva velocitat és molt superior a la d'un motor de curvatura. S'utilitza per fer viatges de llargues distàncies en poc temps. Aquests motors són perjudicials per al subespai, ja que sovint provoquen que una altra nau que viatge en curvatura per aquella zona li fallin els motors. Aquesta tecnologia, no la posseeixen ni la Federació, ni l'Imperi Klingon, ni els romulans i ni els cardassians.[26][27][5]
- Neuro-processador: Circuit de memòria que té una nau no tripulada que conté totes les instruccions necessàries donades pel col·lectiu.[1]
- Neuro-receptor: Petit dispositiu de transmissió implantat a la columna vertebral, que serveix de connexió entre la nau no tripulada i el col·lectiu.[28]
- Nínxol: És la cambra de regeneració, el llit dels borgs, amb la diferencià que estan en vertical. A la part superior de cada nínxol, hi ha un cercle verd amb corren raigs de plasma darrere un vidre.[1][13]
- Ocular: Receptor visual millorat a través d'implants directament connectats al sistema òptic. Aquests oculars són capaços de concedir a un dron la capacitat de veure molt més bé que un ull orgànic. Aquestes millores òptiques tenen una àmplia varietat de funcions, incloent-hi la capacitat per analitzar complexes formes tridimensionals, i centrar-se en els objectes a nivell microscòpic.[8][22]
- Orgànuls: Petits dispositius implantats directament a la medul·la òssia dels drons. Aquests orgànuls tenen la capacitat de regenerar i eliminar components borg malmesos.[19]
- Portal de la singularitat dimensional: Portal creat artificialment per poder fer viatges interdimensional.[5]
- Senyal de ressonància: Senyal de transmissió per a trobar naus perdudes.[19]
- Seqüenciador de regeneració autònoma: Dispositius tecnològics utilitzats per regenerar parts malmeses o eliminar els components de la tecnologia borg. Aquest component va ser assimilat de l'espècie 259.[13]
- Tall per làser: Feix d'energia utilitzat per tallar els segments d'una nau per al seu examen.[6]
- Torpede: Arma primària ofensiva utilitzada pels borgs. Assimilaren els torpedes de protons estàndard temps enrere però són millorats i tenen un poder destructiu molt més gran.[5]
- Vinculador: Dispositiu situat al cor de cada nau borg. És el punt central, el que enllaça cada dron al col·lectiu. El vinculador serveix per purgar tot pensament individual que puguin tenir els drons de la nau, harmonitza la ment única del col·lectiu. Aquest dispositiu, en essència és el que posa ordre a la societat dels borgs.[16]
- Vòrtex temporal: Aparell capaç de crear un vòrtex en el temps per l'emissió controlada de partícules cronomètriques. L'ús del vòrtex temporal només es veu a la pel·lícula Primer contacte quan es teleporten al 4 d'abril del 2063, el dia abans del primer contacte entre humans i vulcanians.[1]

### Naus estel·lars

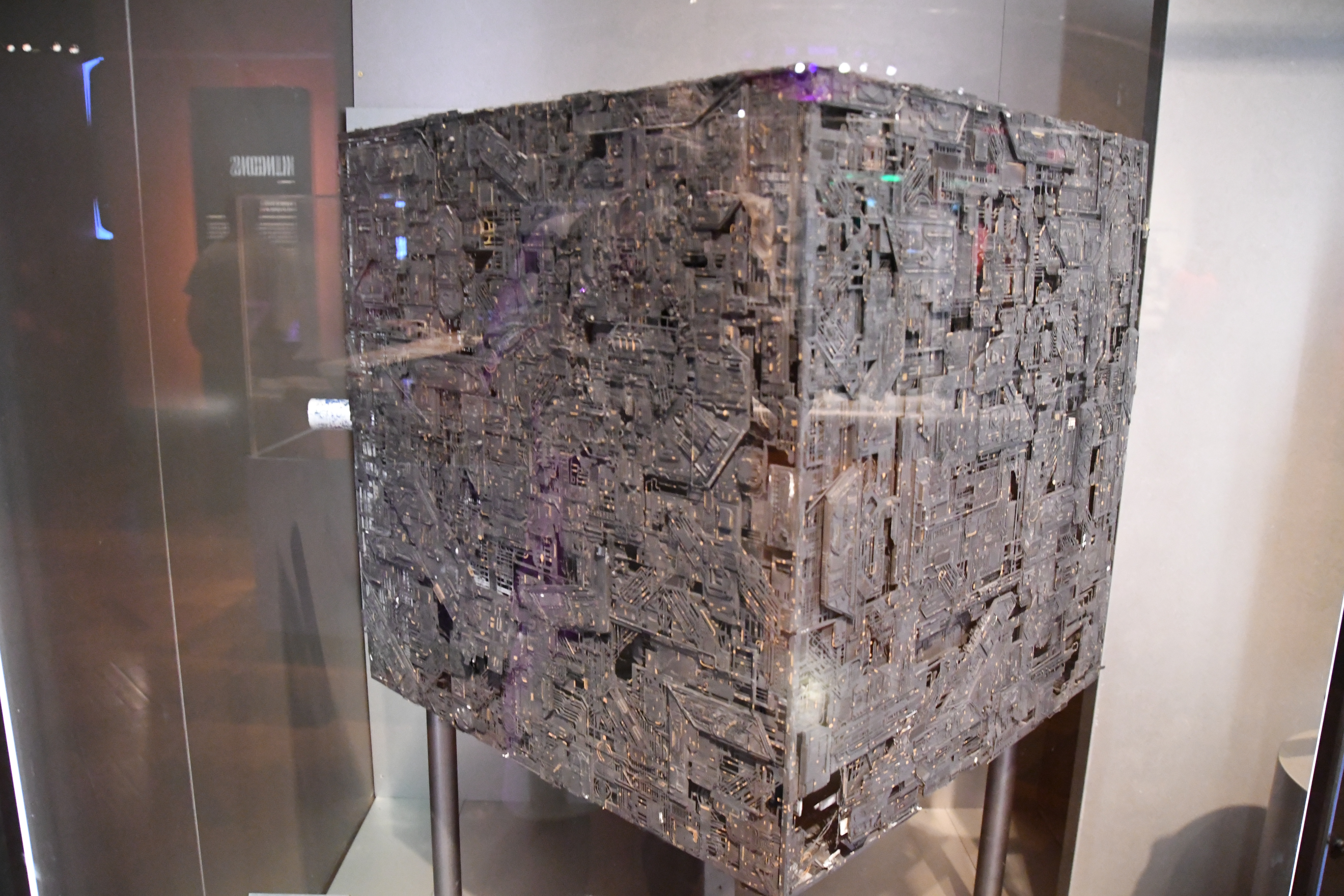
Reproducció de El cub borg a l'exposició Star Trek: Exploring New Worlds

#### Cub
El cub borg és la nau més comuna dels borgs, en comptades ocasions s'han vist de diferents tipus. El seu nom es deu a la forma que té, ja que literalment és un cub de grans proporcions, 29 km³, més de 3 km per banda. Igual que els drons, les naus estan connectades al col·lectiu.
A Primer contacte, mostren que la pressió atmosfèrica del cub borg és de dos kilopascals, dins dels paràmetres normals en una nau de la Federació, la humitat relativa és del 92% i la seva temperatura interna de 39,1 °C.
Aquest tipus de nau està equipada amb una tecnologia altament avançada, tan ofensiva com defensiva. A més de tenir motors de transcurvatura que els permet moure's més ràpidament que les altres naus, tenen un sistema d'auto-reparació que els permet reparar danys importants (i en pocs minuts o hores) que per a una altra nau serien inviables.
Els cubs borgs no tenen: ni pont, ni menjador ni habitacions pels seus tripulants. Això es deu al fet que primerament, com que la nau està connectada al col·lectiu no cal pont perquè es tripula sola, i tampoc no hi ha menjador i habitacions ja els drons es regeneren (tant en alimentació com en descans) en els nínxols, que estan situats al llarg dels molts passadissos que disposa, això fa que a una nau borg hi pugui haver milers de drons. Normalment hi ha al voltant de deu mil.

#### Altres
Al llarg de les sèries apareixen altres tipus de naus borg, les quals igual que el cub tenen una ràpida capacitat d'autoreparar-se, una forta tecnologia tant ofensiva com defensiva i un motor de transcurvatura.
- Cub tàctic: És una variant del cub normal, però en lloc de veure-s'hi tot de conductes, gran part de la nau està recoberta per plaques de metall.[29]
- Esfera: Després del cub, és el tipus de nau que apareix més vegades al llarg de les sèries, apareix per primera vegada a Primer contacte,[1] on es troba dins del cub i s'utilitza com a nau d'escapament. Almenys l'esfera que surt a Primer contacte, té la capacitat de viatjar en el temps. Es desconeix si dins de cada cub hi ha una o més esferes. Aquestes esferes també apareixen a la sèrie Voyager.[29][30]
- Nau brivall: És l'única nau borg que no té el disseny d'una forma geomètrica, és creada per un grup renegat de borgs.[12]
- Nau de la Reina: Al capítol Dark Frontier (La frontera fosca) es veu com la reina es mou en una nau octàedre. Aquesta nau es troba dins de l'Unicomplex, la base central dels borgs. La nau està equipada amb llançadors de torpedes tant a proa com a popa.[31]
- Nau exploradora: Té la mateixa forma que el cub, però és considerablement més petit, de tan sols alguns metres per banda. La seva tripulació tan sols consta de cinc drons, és el tipus de nau més petita que ha aparegut.[22]
- Sonda borg: Nau de forma oblonga de la meitat de la mida d'una nau intrèpid de la Federació (com la USS Voyager).[2] Tot i ser una sonda, està fortament equipada com les altres naus.

## Reina borg

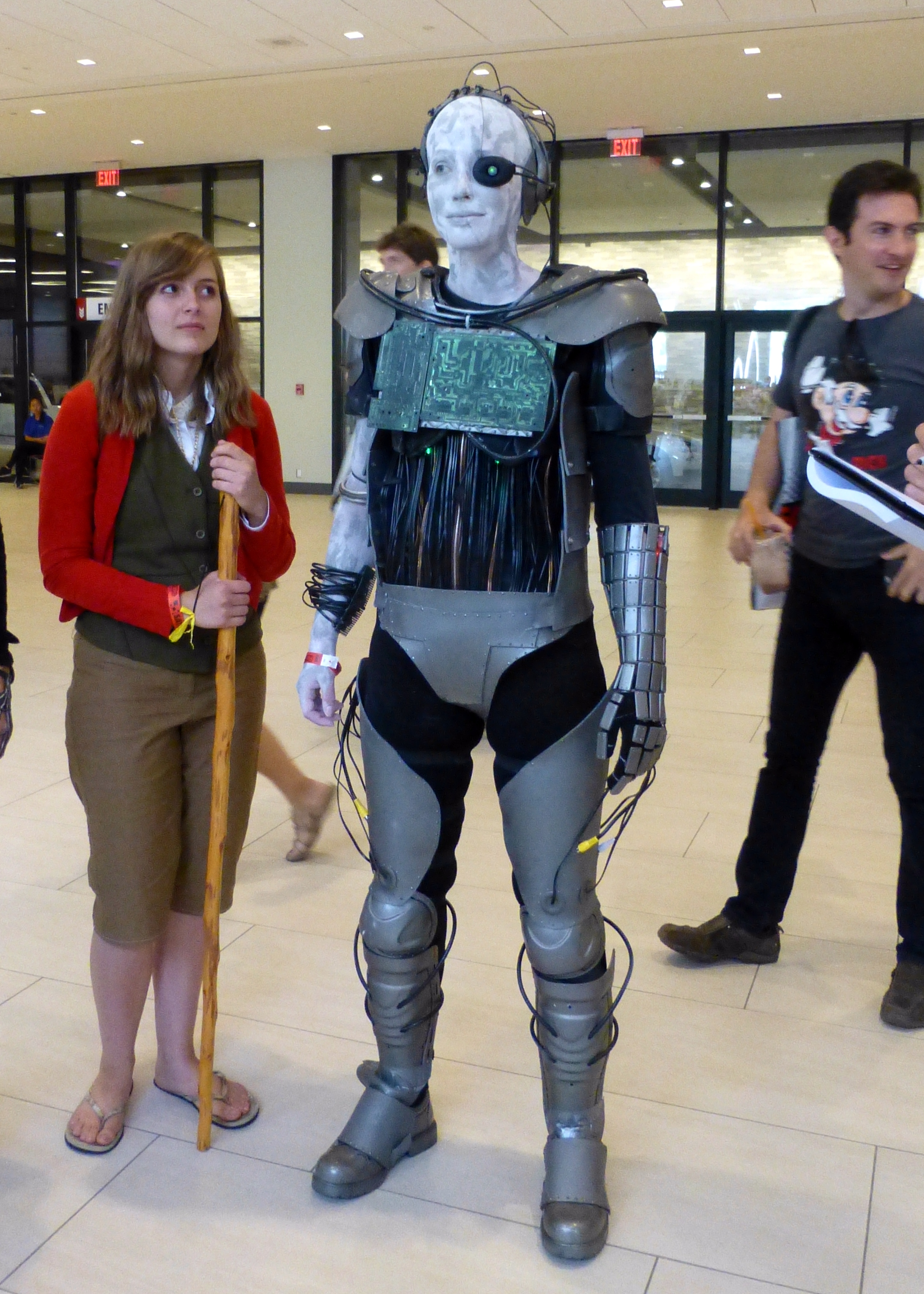
Cosplay de La Reina borg

Abans de la pel·lícula First Contact, els borgs es representaven com una societat sense cap estructura de comandament, eren simplement un col·lectiu on tan sols hi havia una sola ment. A Primer contacte, apareix la Reina borg, interpretada per Alice Krige, la qual també apareix en tres capítols dobles de Voyager, aquest cop interpretada per Susanna Thompson. La Reina borg és el punt focal dins de la consciència col·lectiva borg i d'únic dron amb aquestes característiques, almenys la que apareix a Voyager és originària de l'espècie 125, i es refereix a si mateixa tant com a jo com a nosaltres. La introducció de la Reina borg va canviar radicalment la compressió del comportament dels borgs, per alguns fans la Reina borg no és res més que una trama il·lògica dissenyada per fer un bon teatre.
Físicament, la Reina borg es diferencia considerablement de la resta de borgs, el percentatge de la part mecànica és considerablement més alt que la resta, d'espatlles cap avall és tota mecànica, externament el seu rostre sembla més biològic, en no tenir l'implant ocular entre altres coses, però per dins té gran part de mecànica, tot el crani i mig cervell.
A Primer contacte, la Reina borg és representada com la mateixa consciència dominadora que era en Picard quan va ser assimilat, tot i que es creia destruïda juntament amb un cub anys enrere. Aquí, però, dirigeix la seva atenció cap en Data, el qual és temptat amb implants biològics, que li atorguen sensacions que no havia pogut sentir abans. Aquesta reina és destruïda quan les seves part orgàniques es fonen a l'entrar en contacte amb el plasma dels motors de la nau. També és destruïda a l'últim capítol de Voyager.
A les novel·les de Voyager s'explica que la Reina, no és una entitat única i insubstituïble, sinó el producte d'un programa anomenat «El protocol reial», que comparteix el seu nom amb un document de la Flota Estel·lar quan es tracta d'esbossar les necessitats de la reialesa estrangera. Aquest programa s'usa per crear una Reina borg a partir de qualsevol dron femení, el programa interacciona amb el dron en qüestió fent les modificacions necessàries i adaptant-la a la seva nova funcionalitat. En aquestes novel·les, un dels líders de la intel·ligència de la Flota Estel·lar aconsegueix apoderar-se del protocol reial i l'altera amb l'Holograma Mèdic d'Emergència, transformant-lo en una nova Reina la qual l'importen i estima els seus drons.
Alternativament, en el joc Star Trek Legacy, en una pantalla bonus que s'ha de desbloquejar a través del curs del joc, s'explica el paper de la reina. Es suggereix que les femelles d'una espècie en particular tenen una capacitat natural per filtrar i controlar el trànsit de l'immens pensament del col·lectiu. Aquestes dones, de fet, serveixen com a reguladores o potenciadores del senyal, fins i tot, ajuden en el manteniment de la consciència total sobre els milers d'anys llum d'espai Borg. Aquesta idea també es presenta la possibilitat de reines múltiples, que seria una explicació adequada de com dos capitans de la Flota Estel·lar han pogut matar a la Reina. A la il·lustració que acompanya l'explicació, es veu com totes les dones tenen una gran similitud entre elles i són difícils de diferenciar.

## Espècie 8472
De les més de 10.000 amb les quals han tingut contacte, només es coneix una que sigui capaç de plantar-los cara i sortir victoriosos sense problemes, és l'espècie 8472, uns éssers transdimensionals descoberts pels mateixos borgs provinents d'un altre univers, posseeixen una tecnologia molt més avançada que la dels borgs, una simple nau individual d'aquesta espècie és capaç de destruir una quinzena de cubs borg (un disparament per nau) sense tenir danys.
A més d'una gran tecnologia, l'espècie 8472 té el sistema immunitari més eficaç vist fins al moment, són completament immunes a tots agents: químics, biològics i tecnològics vists fins al moment, a més a més tenen un sistema de regeneració cel·lular extremadament ràpid. Per aquests motius, l'espècie 8472 no pot ser assimilada per més que ho intentin.
Sumant aquests trets i el fet que són una espècie molt bèl·lica, els borgs es van veure obligats a fer la seva primera i última aliança en tota la història amb la nau USS Voyager. L'aliança s'acabà al cap de poc temps, en voler assimilar la Voyager poc després de vèncer l'espècie 8472.

## La resistència és inútil
La resistència és inútil o en certes ocasions resistir-se és inútil, és la frase amb la qual acaben pràcticament tots els avisos borgs abans d'atac una nau, és a dir, és el que diuen pràcticament cada cop que contacten amb una nau. És també el lema de la pel·lícula Primer contacte (Apareix a la mateixa caràtula).
L'oració, La resistència és inútil, posteriorment s'ha assimilat a la cultura popular com un refrany i s'ha convertit en un lema cultural. S'ha utilitzat en més d'una ocasió en els mitjans de comunicació per descriure una lluita desesperada i «contra corrent».
La frase dita pel capità Jean-Luc Picard en el seu alter-ego Locutus es va classificar en la 93º posició per la TV Land en Les 100 frases i cites més populars.
Tot i que sempre volen dir el mateix hi ha diferents variacions de l'amenaça borg:
- Som els borgs, la vida tal com la coneixeu s'ha acabat, afegirem les vostres característiques biològiques i tecnològiques a les nostres, resistir-se és inútil.[5]
- Som els borgs, sereu assimilats, la resistència és inútil.[12]
- Soc Locutus, la resistència és inútil, les vostres vides tal com les coneixíeu s'han acabat, a partir d'aquest moment ens servireu.[9]
- La força és irrellevant. La resistència és inútil. Volem millorar. Afegirem les vostres característiques biològiques i tecnològiques a les nostres. La seva cultura s'adaptarà al nostre servei.[9]
- Som els borgs, baixin els escuts i preparin-se per ser abordats, afegirem les seves característiques biològiques i tecnològiques a les nostres. La seva cultura s'adaptarà per servir-nos. La resistència és inútil.[1]
- Vostè serà assimilat, resistir-se és inútil.[11]
- La resistència és i sempre ha estat inútil.[9]

## Història

### La nova generació
Els borgs, apareixen per primera vegada a la sèrie La nova generació a l'episodi Q, qui? quan la forma de vida omnipotent Q transporta l'Enterprise D a un altre punt de la galàxia per desafiar l'afirmació d'en Jean-Luc Picard que el seu equip està preparat per enfrontar-se els perills i misteris de la part inexplorat de la galàxia. L'Enterprise es veu desbordada per l'atac imparable dels borgs, i Jean-Luc obligat a donar la raó a en Q i a demanar-li que els salvi. Al final del capítol, Guinan (personatge secundari de la sèrie interpretat per Whoopi Goldberg) argumenta que en Q ha fet el correcte però per raons equivocades (cita de T. S. Eliot) per mostrar els perills als quals s'enfrontaran properament. El capítol suggereix que els borgs són els responsables de la destrucció de diferents colònies de la Federació i l'Imperi Romulà un temps abans.
La següent aparició dels borgs a La nova Generació es dona al final de la tercera temporada al capítol El millor dels dos mons. On Picard és segrestat, assimilat i transformat en Locutus que en llatí vol dir «qui ha de parlar». Locutus és el «mètode» dels borgs de descriure l'exPicard com el representant dels borgs en tots els contactes futurs amb la humanitat. Amb els coneixements assimilats d'en Picard, el cub borg comença un atac contra tota una flota de naus de la Federació i l'Imperi Klingon formada per unes 40 naus a Wolf 359. Finalment la tripulació de l'Enterprise aconsegueix capturar a Locutus i de la mateixa manera com ho van fer els borgs aconsegueixen informació tàctica sobre el cub que els ajuda a destruir-lo. Picard és desassimilat.
A l'episodi de la cinquena temporada Jo, borg, la tripulació de l'Enterprise rescata a un borg solitari el qual el cap d'enginyeria Geordi La Forge el bateja com a Hugo. La tripulació s'enfronta a la decisió moral de si han de recórrer o no a l'Hugo (que comença a desenvolupar un sentit d'independència com a resultat d'un enllaç trencat a la consciència col·lectiva) com un mitjà apocalíptic del lliurament d'un virus devastador que teòricament destruiria els borgs, de la mateixa forma aquest virus seria capaç de desbastar la humanitat si tornés a les mans dels borgs. Al final decideixen tornar-lo sense el virus. La història continua a la sisena on apareixen un petit grup de borgs que havien «assimilat» la individualitat de l'Hugo. Aquests borgs són controlats per en Lore, el germà gran malvat d'en Data.

### Deep Space Nine
L'única aparició dels borgs en Deep Space Nine es veu en l'episodi pilot de la primera temporada Emissary, i són usats per desenvolupar el personatge de Benjamin Sisko. Sisko era un oficial de la USS Saratoga, una de les naus que van lluitar contra el cub borg quan Picard va ser assimilat a la batalla de Wolf 359. Durant la batalla els borgs obren foc contra la Saratoga provocant un gran nombre de morts, entre ells Jennifer Sisko, la seva dona. Per en Sisko, Picard és la reencarnació del patiment infligit pels borgs durant la batalla de Wolf 359, motiu pel qual la seva trobada durant l'assignació de l'estació Espai Profund 9 és molt tensa.

### First Contact
First Contact, la vuitena pel·lícula de Star Trek, és l'única de totes elles on apareixen els borgs, els quals són els antagonistes de la història. Després d'una lluita entre un cub borg contra una flota de naus de la Federació, una esfera borg, aconsegueix sortir de dins del cub abans de la seva destrucció i activar el vòrtex temporal per viatjar del 2737 al 4 d'abril del 2063, el dia anterior al primer contacte entre humans i vulcanians i així impedir que en un futur aparegui la Federació. No obstant l'intent és fracassat gràcies a la tripulació de l'Enterprise. Durant els esdeveniments, l'esfera borg és destruïda i part d'ella acaba parant a l'Àrtida, juntament amb alguns borgs. Aquest fil argumental és usat posteriorment a Enterprise.

### Voyager

La Set de Nou, una exborg i membre de la USS Voyager.

A Voyager, són uns enemics freqüents, molt més que a La nova generació, per dos motius: per què es troben al quadrant Delta, origen dels borgs i per què a la nau es troba la Set de Nou, una exborg que havia estat més de 30 anys com a dron i que posseeix gran part dels coneixements del col·lectiu.
Apareixen per primera vegada al capítol Febre de sang. La segona aparició és al capítol Unitat on en Chakotay descobreix una població d'exborgs, units mentalment entre ells però separats del col·lectiu. Al capítol Escorpí els borgs es troben amb l'espècie 8472, i es veuen obligats a fer la seva primera i última aliança. La USS Voyager els ajuda a combatre l'espècie 8472 i a canvi la nau pot passar per l'espai borg sense ser atacada.
Després dels successos amb l'espècie 8472 la Set de Nou és desconnectada del col·lectiu i comença un llarg procés de desassimilació. A més d'haver estat tants anys com un dron, té el problema que la van assimilar quan era una nena d'escassos set anys i en conseqüència, pràcticament només té records com a borg i no com a ésser humà, no obstant aquests records infantils se li van anar despertant.
Al capítol Drone, es crea un dron partint des de zero a través d'una nova tecnologia que es creia desconeguda. El nou dron neix i madura fins a l'estat adult en qüestió d'hores. El dron, anomenat One involuntàriament envia un senyal al col·lectiu, fet que atrau una esfera. Posteriorment aquest dron que es troba en un estat intermedi entre la unió del col·lectiu i la individualitat, dona la seva vida per evitar que vinguin més borgs a destruir la Voyager, ja que la seva existència posa en perill els borgs i el volen eliminar.
A l'últim capítol de Voyager, Endgame, una versió envellida de la Janeway d'una línia temporal alternativa del futur viatja en el temps per ajuda a la Voyager a tornar al quadrant Alfa amb l'ajuda d'un motor de transcurvatura borg. Aquesta Janeway es deixa assimilar i lliura un agent patogen que interromp l'enllaç subespacial que té la Reina amb la resta del col·lectiu, matant i destruint l'Unicomplex borg.

### Enterprise
A Enterprise els borgs, només apareixen al capítol Regeneration. Les restes de la nau destruïda a Primer contacte estavellades a l'Àrtida són descobertes uns 90 anys més tard. Troben en total dos borgs, els quals després d'un procés de descongelació dels implants mecànics els tornen a la vida, i ràpidament els dos borg en qüestió assimilen els científics que els estaven investigant i s'apoderen d'una nau no armada. No obstant amb les modificacions que realitzen en qüestions d'hores la transformen en una nau capaç de competir contra l'Enterprise (NX-01), l'insígnia del moment. Després d'un enfrontament, la nau borg improvisada és destruïda, no abans d'enviar una transmissió subespacial al quadrant Delta. D'acord amb la conversa entre la T'Pol i en Jonathan Archer el missatge tardaria 200 anys a arribar, en essència és crear un bucle que s'empalma amb el capítol Q, qui? de La nova generació, on s'explica que la nau es posa en camí cap a la Terra.

## Origen
Es desconeix quin és l'origen dels borgs, però declaracions de Guinan i la Reina donen a entendre que existeixen des de fa milers d'anys. A Primer contacte, la Reina borg es limita a afirmar que els borg antigament eren com els humans, «equivocats i febles» però a poc a poc van anar evolucionant i perfeccionant-se fins a ser el que són ara.
Guinan esmenta que els borgs són compostos de vida orgànica i artificial que s'han desenvolupat durant milers de segles. A Voyager, en el capítol Dragon's Teeth (Dent de drac), es troben amb una civilització que porta en estasi des de feia aproximadament 900 anys. Després de despertar-los un dels habitants d'aquesta civilització explica que durant els seus temps els borgs ja solcaven l'espai, però tan sols tenien unes poques colònies i eren més una molèstia que una amenaça. Quan se li pregunta a la Set de Nou si això és veritat, afirma que no sap, ja que els records del col·lectiu de fa 900 anys estan fragmentats i no es poden accedir. Això dona a entendre que ni els mateixos borgs coneixen els seus propis orígens i que com a mínim porten nou segles assimilant noves cultures i espècies per la seva perfecció.
A l'Enciclopèdia de Star Trek s'especula que podria haver una connexió entre els borgs i la V'ger, la nau estel·lar trobada a Star Trek: La pel·lícula i on s'avança a la novel·la de William Shatner The Retun (El retorn). La connexió també es va suggerir al número 160 de la revista Starlog (Novembre del 1990). En una carta escrita escrita per Christopher Haviland, on també s'especula que els drons originals provenen d'una espècie anomenada «els conservadors», una espècie molt antiga que va existir fa milers d'anys amb una tecnologia molt avançada i que són els responsable que hi hagi tantes espècies humanoides a la galàxia.